# S/2011 (82157) 1
S/2011 (82157) 1 é o objeto secundário do corpo celeste denominado de (82157) 2001 FM185. Ele é um objeto transnetuniano que tem cerca de 120 km de diâmetro e orbita o corpo primário a uma distância de 3 130 ± 90 km.

## Descoberta
S/2011 (82157) 1 foi descoberto no dia 28 de novembro de 2008 através do Telescópio Espacial Hubble e sua descoberta foi anunciada em 2011.